# Мистический квест
«Мифический квест» (англ. Mythic Quest) — американский комедийный сериал. Транслируется на сервисе потокового вещания Apple TV+. Проект был разработан Чарли Дэем, Меган Ганц и Робом Макэлхенни. Премьера первого сезона состоялась 18 января 2020 года. В период пандемии COVID−19 вышло две серии — 22 мая 2020 года и 16 апреля 2021 года.
Премьера второго сезона состоялась 7 мая 2021 года.
В октябре 2021 года, сериал был продлён на третий и четвёртый сезоны.
Премьера третьего сезона состоялась 11 ноября 2022 года.

## Сюжет
Сериал рассказывает о вымышленной студии видеоигр, которая выпускает Mythic Quest, популярную MMORPG, которой руководит создатель игры Ян Гримм. В начале сериала студия собирается выпускать новое дополнение к игре под названием «Raven’s Banquet».

## Актёрский состав

### В главных ролях
| Актёр             | Роль                                                        |
| ----------------- | ----------------------------------------------------------- |
| Роб Макэлхенни    | Ян Гримм, создатель игры                                    |
| Эшли Бёрч         | Рейчел , тестировщик игры                                   |
| Джесси Эннис      | Джо, бывшая ассистентка Брэда и нынешняя ассистентка Дэвида |
| Имани Хаким       | Дана, тестировщик игры                                      |
| Дэвид Хорнсби     | Дэвид Бритлсби, исполнительный продюсер                     |
| Шарлотт Никдао    | Поппи Ли, заместитель создателя игры                        |
| Дэнни Пуди        | Брэд Бакши, глава отдела монетизации                        |
| Ф. Мюррей Абрахам | С. В. Лонгботтом, главный редактор                          |
| Наоми Экперигин   | Кэрол, руководитель отдела кадров                           |

### Роли второго плана
| Актёр           | Роль                  |
| --------------- | --------------------- |
| Кейтлин Макги   | Сью Гордон            |
| Хамфри Кер      | Пол                   |
| Элиша Хениг     | Брендан / Pootie_Shoe |
| Апарна Нанчерла | Мишель                |
| Джон Ди Маджо   | Дэн Уильямс           |
| Дерек Уотерс    | Фил Бирч              |
| Крейг Мейзин    | Лу и Сол Грин         |
| Парвеш Чина     | Зак                   |

### Приглашенные звезды
| Актёр           | Роль                    |
| --------------- | ----------------------- |
| Джейк Джонсон   | Док                     |
| Кристин Милиоти | Бин                     |
| Энтони Хопкинс  | Рассказчик              |
| Снуп Догг       | в роли самого себя      |
| Джош Бренер     | юный С. В. Лонгботтом   |
| Шелли Хеннинг   | А. Е. Голдсмит и Джинни |
| Майкл Кэссиди   | юный Питер Кромвелл     |
| Уильям Хёрт     | Питер Кромвелл          |

## Список эпизодов
| Сезон               | Серии | Серии | Даты показа    | Даты показа     |
| Сезон               | Серии | Серии | Первая серия   | Последняя серия |
| ------------------- | ----- | ----- | -------------- | --------------- |
| 1                   | 9     | 9     | 7 февраля 2020 | 7 февраля 2020  |
| Специальные эпизоды | 2     | 2     | 22 мая 2020    | 16 апреля 2021  |
| 2                   | 9     | 9     | 7 мая 2021     | 25 июня 2021    |
| 3                   | 10    | 10    | 11 ноября 2022 | 6 января 2023   |

### Сезон 1. «Пир Воронов» (2020)
| № общий | № в сезоне | Название                                    | Режиссёр                        | Автор сценария                         | Дата премьеры  |
| ------- | ---------- | ------------------------------------------- | ------------------------------- | -------------------------------------- | -------------- |
| 1       | 1          | «Pilot» «Пилот»                             | Дэвид Гордон Грин               | Чарли Дэй, Меган Ганц и Роб Макэлхенни | 7 февраля 2020 |
| 2       | 2          | «The Casino» «Казино»                       | Дэвид Гордон Грин и Тодд Бирман | Дэвид Хорнсби                          | 7 февраля 2020 |
| 3       | 3          | «Dinner Party» «Праздничный ужин»           | Тодд Бирман                     | Меган Ганц                             | 7 февраля 2020 |
| 4       | 4          | «The Convention» «Выставка»                 | Дэвид Гордон Грин               | Джон Хауэлл Харрис                     | 7 февраля 2020 |
| 5       | 5          | «A Dark Quiet Death» «Тёмная, тихая смерть» | Роб Макэлхенни                  | Кэти Макэлхенни                        | 7 февраля 2020 |
| 6       | 6          | «Non-Player Character» «Неигровой персонаж» | LP                              | Дэвид Хорнсби                          | 7 февраля 2020 |
| 7       | 7          | «Permadeath» «Перманентная смерть»          | Тодд Бирман                     | Эшли Бёрч и Апарна Нанчерла            | 7 февраля 2020 |
| 8       | 8          | «Brendan» «Брендан»                         | Пит Чатмон                      | Меган Ганц                             | 7 февраля 2020 |
| 9       | 9          | «Blood Ocean» «Океан крови»                 | Катриона Маккензи               | Меган Ганц и Роб Макэлхенни            | 7 февраля 2020 |

### Специальные эпизоды (2020—2021)
| № общий | № в сезоне | Название                 | Режиссёр       | Автор сценария                             | Дата премьеры  |
| ------- | ---------- | ------------------------ | -------------- | ------------------------------------------ | -------------- |
| 10      | 1          | «Quarantine» «Карантин»  | Роб Макэлхенни | Дэвид Хорнсби, Меган Ганц и Роб Макэлхенни | 22 мая 2020    |
| 11      | 2          | «Everlight» «День света» | Роб Макэлхенни | Эшли Бёрч                                  | 16 апреля 2021 |

### Сезон 2 (2021)
| № общий | № в сезоне | Название                                         | Режиссёр       | Автор сценария                             | Дата премьеры |
| ------- | ---------- | ------------------------------------------------ | -------------- | ------------------------------------------ | ------------- |
| 12      | 1          | «Titans' Rift» «Раздор титанов»                  | Пит Чатмон     | Дэвид Хорнсби, Меган Ганц и Роб Макэлхенни | 7 мая 2021    |
| 13      | 2          | «Grouchy Goat» «Мрачная коза»                    | Пит Чатмон     | Дэвид Хорнсби, Меган Ганц и Роб Макэлхенни | 7 мая 2021    |
| 14      | 3          | «#YumYum» «#НямНям»                              | Анджела Барнс  | Джон Хауэлл Харрис                         | 14 мая 2021   |
| 15      | 4          | «Breaking Brad» «Сломать Брэда»                  | Анджела Барнс  | Кейонна Тейлор                             | 21 мая 2021   |
| 16      | 5          | «Please Sign Here» «Пожалуйста, подпишите здесь» | Меган Ганц     | Кэти Макэлхенни                            | 28 мая 2021   |
| 17      | 6          | «Backstory!» «Предыстория!»                      | Роб Макэлхенни | Крейг Мейзин                               | 4 июня 2021   |
| 18      | 7          | «Peter» «Питер»                                  | Тодд Бирман    | Хамфри Кер                                 | 11 июня 2021  |
| 19      | 8          | «Juice Box» «Коробка сока»                       | Тодд Бирман    | Дэвид Хорнсби, Меган Ганц и Роб Макэлхенни | 18 июня 2021  |
| 20      | 9          | «TBD» «Требует уточнения»                        | Тодд Бирман    | Рэндалл Вальдез-Кастильо                   | 25 июня 2021  |

### Сезон 3 (2022—2023)
| № общий | № в сезоне | Название                                          | Режиссёр                 | Автор сценария                             | Дата премьеры   |
| ------- | ---------- | ------------------------------------------------- | ------------------------ | ------------------------------------------ | --------------- |
| 21      | 1          | «Across the Universe» «Через Вселенную»           | Роб Макэлхенни           | Дэвид Хорнсби, Меган Ганц и Роб Макэлхенни | 11 ноября 2022  |
| 22      | 2          | «Partners» «Партнеры»                             | Роб Макэлхенни           | Дэвид Хорнсби, Меган Ганц и Роб Макэлхенни | 11 ноября 2022  |
| 23      | 3          | «Crushing It» «Сокрушение»                        | Стив Уэлч                | Наоми Экперигин                            | 18 ноября 2022  |
| 24      | 4          | «The Two Joes» «Два Джо»                          | Нина Педрад              | Джон Хауэлл Харрис                         | 23 ноября 2022  |
| 25      | 5          | «Playpen» «Детский манеж»                         | Дэнни Пуди               | Кайли Мэк                                  | 2 декабря 2022  |
| 26      | 6          | «The 12 Hours of Christmas» «12 часов Рождества»  | Дэвид Хорнсби            | Хамфри Кер                                 | 9 декабря 2022  |
| 27      | 7          | «Sarian» «Сарьян»                                 | Тодд Бирман и Меган Ганц | Кэти Макэлхенни                            | 16 декабря 2022 |
| 28      | 8          | «To Catch a Mouse» «Поймать мышь»                 | Эшли Бёрч                | Эмма Де Пауло Рид                          | 23 декабря 2022 |
| 29      | 9          | «The Year of Phil» «Год Фила»                     | Тодд Бирман              | Эшли Бёрч                                  | 30 декабря 2022 |
| 30      | 10         | «Buffalo Chicken Pizza» «Пицца с курицей Баффало» | Хит Калленс              | Дэвис Коп                                  | 6 января 2023   |

### Сезон 4 (2025)
| № общий | № в сезоне | Название                                                   | Режиссёр       | Автор сценария            | Дата премьеры   |
| ------- | ---------- | ---------------------------------------------------------- | -------------- | ------------------------- | --------------- |
| 31      | 1          | «Границы» «Boundaries»                                     | Тодд Бирман    | Дэвид Хорнсби, Меган Ганц | 29 января 2025  |
| 32      | 2          | «1000%» «1000%»                                            | Шарлотт Никдао | Дэвид Хорнсби             | 29 января 2025  |
| 33      | 3          | «Прорыв» «Breakthrough»                                    | Тодд Бирман    | Джон Хауэлл Харрис        | 5 февраля 2025  |
| 34      | 4          | «Пир Злодея» «The Villain's Feast»                         | Меган Ганц     | Меган Ганц и Хамфри Кер   | 12 февраля 2025 |
| 35      | 5          | «Второй скелет» «Second Skeleton»                          | Эшли Берч      | Эшли Берч                 | 19 февраля 2025 |
| 36      | 6          | «Рыба и кит» «The Fish and the Whale»                      | Неизвестно     | Неизвестно                | 26 февраля 2025 |
| 37      | 7          | «Зал, где принимаются решения» «The Room Where It Happens» | Неизвестно     | Неизвестно                | 5 марта 2025    |
| 38      | 8          | «Ребрендинг» «Rebrand»                                     | Неизвестно     | Неизвестно                | 12 марта 2025   |
| 39      | 9          | «Телефон» «Telephone»                                      | Неизвестно     | Неизвестно                | 19 марта 2025   |
| 40      | 10         | «Рай и ад» «Heaven and Hell»                               | Неизвестно     | Неизвестно                | 26 марта 2025   |